# Lizzie (film, 1957)
Pour les articles homonymes, voir Lizzie.
Pour plus de détails, voir Fiche technique et Distribution.
Lizzie est un film américain réalisé par Hugo Haas, sorti en 1957.

## Fiche technique
- Titre : Lizzie
- Réalisation : Hugo Haas
- Scénario : Mel Dinelli d'après le roman The Bird's Nest de Shirley Jackson
- Photographie : Paul Ivano
- Montage : Leon Barsha
- Musique : Leith Stevens
- Direction artistique : Rudi Feld
- Décors : Darrell Silvera
- Costumes : Sabine Manela et Norman Martien
- Producteur : Jerry Bresler
- Producteur associé : Edward Lewis
- Société de production : Bryna Productions
- Société de distribution : Metro-Goldwyn-Mayer
- Pays de production : États-Unis
- Langue : anglais
- Format : Noir et blanc - 35 mm - 1,37:1 - Son : Perspecta Stereo (Westrex Recording System)
- Durée : 81 minutes
- Genre : Film dramatique
- Date de sortie : 
  - États-Unis : 14 février 1946 (New York)

## Distribution
- Eleanor Parker : Elizabeth / Lizzie / Beth Richmond
- Richard Boone : Dr. Neal Wright
- Joan Blondell : Tante Morgan
- Hugo Haas : Walter Brenner
- Ric Roman : Johnny Valenzo
- Dorothy Arnold : Elizabeth's mother
- John Reach : Robin
- Marion Ross : Ruth Seaton
- Johnny Mathis : Chanteur